# Vilâyet Bagdad

Das Vilâyet Bagdad im Osmanischen Reich

Das Vilâyet Bagdad (osmanisch ولايت بغداد İA Vilâyet-i Bagdad) war eine Provinz (Vilâyet) des Osmanischen Reiches. Das Vilâyet Bagdad wurde 1861 geschaffen und bestand bis 1918, als Truppen des Vereinigten Königreichs es eroberten und britische Militärs es in die Occupied Enemy Territory Administration East vormals osmanischen Gebiets eingliederte, aus der durch den Sèvres-Vertrag 1920 das britische Mandat Mesopotamien hervorging.

## Verwaltungsgliederung
- Sandschak Bagdad
- Sandschak Divaniye
- Sandschak Kerbela

## Gouverneure
- Giritli Sırrı Pascha